# David Schwimmer
David Schwimmer (* 2. listopadu 1966 Astorie) je americký herec a režisér nominovaný na cenu Emmy. Jeho nejznámější rolí je paleontolog Ross Geller v seriálu Přátelé.

## Biografie
David Schwimmer se narodil v Queensu Arthuru Schwimmerovi a Arlene Colmanové a vyrostl v Los Angeles, kde navštěvoval Beverly Hills High School. Později navštěvoval Northwestern University a vystudoval umění a herectví. V roce 1988 spoluzaložil Lookingglass Theatre Company v Chicagu. Je nejvyšší ze všech herců, kteří hráli v Přátelích. 8. května 2011 se mu narodila dcera Cleo (manželkou byla do roku 2017 fotografka Zoë Buckman).

### Kariéra
Nejznámější rolí byla role Rosse v Přátelích. Později namluvil roli ve filmech Madagaskar a Madagaskar 2: Útěk do Afriky a hrál v seriálu Bratrstvo neohrožených.

## Filmografie
- 2017 Pretenders
- 2014 Tučňáci z Madagaskaru
- 2013 Madly Madagascar
- 2012 John Carter
- 2012 Madagaskar 3
- 2012 The Iceman
- 2010 Trust (režie)
- 2008 Nic než pravda
- 2008 Madagaskar 2: Útěk do Afriky (dabing)
- 2006 Run, Fat Boy, Run (režie)
- 2006 Big Nothing
- 2005 Madagaskar (dabing)
- 2005 Duane Hopwood
- 2001 Vzpoura (televizní film)
- 2001 Hotel
- 2001 Bratrstvo neohrožených (seriál)
- 2000 Řezník, kněz a prostitutka
- 2000 Láska a sex
- 1998 Zuřivost
- 1998 Nadaný žák
- 1998 Šest dní, sedm nocí
- 1998 Since You've Been Gone (televizní film)
- 1998 Přátelé
- 1998 Tenká růžová čára
- 1997 Kozy, kozy, kozičky
- 1996 Smuteční host
- 1994 Monty (seriál)
- 1994 Přátelé (seriál)
- 1994 Vlk
- 1993 Twenty Bucks
- 1993 Policie – New York (v několika epizodách)
- 1993 The Pitch
- 1993 The Waiter
- 1992 Báječná léta (seriál)
- 1992 Na rozhraní
- 1991 Let vetřelce
- 1989 A Deadly Silence (televizní film)